# آزمون های استعداد
آزمون‌های استعداد یکی از چندین روش برای تعیین اینکه آیا و تا چه حد یک فرد دارای شرایط لازم برای برآوردن شرایط ورود به یک مسیر تحصیلی است (به عنوان مثال به عنوان مثال تغییر به مدرسه عالی)، برای انجام یک فعالیت (به عنوان مثال مناسب بودن برای پست‌های مدیریتی) یا از یک اقدام آموزشی بیشتر (به عنوان مثال یک دوره علوم کامپیوتر). آنها همچنین برای رتبه‌بندی افراد بر اساس شایستگی آنها ("فرایند رتبه بندی رقابتی") به منظور فعال کردن یک انتخاب (به عنوان مثال پذیرش مبتنی بر ظرفیت بر اساس استعداد تحصیل پزشکی).

## فرم‌های آزمون
آزمون‌های استعداد باید بر اساس شرایط مورد استفاده قرار گیرد. طبق استاندارد DIN 33430، ابتدا باید وظایفی که یک حرفه انتخاب شده، یک موقعیت مورد نظر یا یک اقدام آموزشی انجام می‌دهد ثبت شود. از اینجا می‌توان آن دسته از ویژگی‌های یک فرد را استخراج کرد که برای ارائه خدمات مناسب ضروری است (مثلاً به عنوان مثال برای تکمیل موفقیت‌آمیز یک دوره تحصیلی یا کنار آمدن با یک کار حرفه ای). آزمون‌های استعداد روشی برای ثبت پتانسیل‌های لازم و سبک‌های رفتاری، ترجیحات رفتاری یا ترجیحات یک فرد است که با وظیفه مورد نظر مرتبط است. بر این اساس، انواع مختلفی از آزمون‌های استعداد وجود دارد. آزمون‌های عملکردی که عملکرد شناختی کلی را اندازه‌گیری می‌کنند، بیشترین اثر ثابت شده کلی را دارند. آزمون‌های عملکرد ویژه (آزمون‌های تمرکز، دانش یا حافظه)، پرسش‌نامه‌های شخصیت یا سایر ابزارهایی که نگرش‌ها یا انگیزه‌ها را ثبت می‌کنند نیز می‌توانند برای کارهای خاص استفاده شوند.
آزمون‌های استعداد از چارچوب کاربرد به عنوان آزمون‌های روان‌شناختی تعریف می‌شوند که برای تصمیم‌گیری در مورد استخدام یا مشاوره در مورد جهت‌گیری حرفه‌ای استفاده می‌شوند. انتخاب آزمون مناسب به همان اندازه مهم است که هر روش دیگری که ممکن است ضروری باشد (تجزیه و تحلیل مدارکی مانند مدارک درخواست یا رزومه، مصاحبه شغلی، مصاحبه شغلی یا مصاحبه استعداد، مشاهده و ارزیابی رفتار در مراکز سنجش).

## استفاده‌های ممکن
آزمون‌های استعداد را می‌توان در یک موقعیت مشاوره استفاده کرد (فردی می‌خواهد خودش بداند که آیا مناسب هستند یا برای برآورده کردن شرایط خاص چه کاری باید انجام شود). با این حال، استفاده از آن در موقعیت‌های انتخابی که مناسب ترین‌ها قرار است از بین تعداد زیادی از متقاضیان انتخاب شوند، رایج تر است (پذیرش تحصیلی با numerus clausus، پر کردن موقعیت‌ها با مناسب‌ترین متقاضیان).

## معیارهای کیفیت
الزامات کیفیت برای معاینات تشخیصی استعداد در استاندارد مؤسسه استاندارد آلمان DIN 33430 تنظیم شده‌است. با این حال، در عمل، بسیاری از روش‌هایی که معیارهای کیفی علمی را برآورده نمی‌کنند، هنوز توسط افرادی استفاده می‌شوند که واجد شرایط نیستند. در استاندارد DIN، حداقل الزامات به گونه ای ارائه شده‌است که مشتریان تشخیص مناسب (به عنوان مثال. ب. شرکت‌ها) می‌توانند کیفیت را ارزیابی کنند. با این حال، استفاده از این استاندارد در ابتدا بسیار بحث‌برانگیز بود. در سال‌های اخیر می‌توان گفت که شهرت عمومی به دست آورده‌است و به ویژه در بخش عمومی رواج یافته‌است.
از آنجایی که امروزه آزمون‌های استعداد به‌طور فزاینده‌ای به‌صورت آنلاین مورد استفاده قرار می‌گیرند، پس از سیل واقعی منابع مرجع و راهنماها در افراد نوپا، اکنون برنامه‌های بیشتری برای آماده شدن برای ارزیابی‌های آنلاین وجود دارد. اینکه آیا و تا چه حد این مربیان آزمون، مشاوران و برنامه‌ها به موفقیت یک برنامه کمک می‌کنند بحث‌برانگیز است، اگرچه برخی از ارائه دهندگان نرخ موفقیت بالایی را وعده می‌دهند.

## مثال‌ها
- آزمون دوره‌های پزشکی
- آزمون استعداد تحصیلی در رشته پزشکی در سوئیس
- آزمون استعداد ورزشی
- آزمون استعداد تحصیلی

## ادبیات
- ریمان، گرد (۲۰۰۹): ارزیابی استعداد مدرن با DIN 33430، VS Verlag، ویسبادن.
- گوث، کرت/مری، مارکوس (۲۰۱۱): مربی آزمون برای انواع آزمون‌های استخدامی، آزمون‌های استعداد و آزمون‌های استعداد حرفه ای، Verlag Bildungspark, Offenbach.
- Hesse/Schrader (2009): آموزش آزمونی 2000plus: گذراندن با موفقیت آزمون‌های استعداد و استعداد، Stark Verlagsgesellschaft

## موارد
1. ↑  Annika van Veen (2020-06-20). "Auswahlmethoden: Was funktioniert?". Harald Ackerschott GmbH. Retrieved 2021-07-17.
2. ↑  Reimann (2009): Moderne Eignungsbeurteilung mit der DIN 33430
3. ↑  http://www.bdp-verband.org/bdp/politik/din.shtml
4. ↑  Reimann (2009): Moderne Eignungsbeurteilung mit der DIN 33430, S. 22–25.
5. ↑  Ackerschott, Gantner, Schmidt (2016): Qualifizierte Personalentscheidungen nach DIN 33430
6. ↑  Guth/Mery (2011): Testtrainer für alle Arten von Einstellungstests, Eignungstests und Berufseignungstetsts
7. ↑  Hesse/Schrader (2009): Testtraining 2000plus